# ژیرودت
آن-لوئیس Girodet د روسی-Trioson (انگلیسی: Anne-Louis Girodet de Roussy-Trioson; ۲۹ ژانویهٔ ۱۷۶۷ – ۹ دسامبر ۱۸۲۴) نقاش، نویسنده، و تصویرگر اهل فرانسه بود.

## افتخارات
وی همچنین برندهٔ جوایزی همچون لژیون دونور (شوالیه) و جایزه بزرگ رم شده‌است.